# Pafnutij Lvovič Čebyšev
Pafnutij Lvovič Čebyšev (rusky Пафнутий Львович Чебышёв, správným přepisem Pafnutij Lvovič Čebyšov, nesprávná trasnskripce se vžila vlivem chybné interpretace historického ruského pravopisu Пафнутий Львович Чебышевъ; 16. května 1821 Okatovo v Kalužské oblasti – 8. prosince 1894 Petrohrad) byl ruský matematik. Pracoval zejména v oblasti teorie pravděpodobnosti, statistice, teorii čísel a analytické geometrii. Je po něm pojmenována například Čebyševova nerovnost, Čebyševovy polynomy nebo Čebyševova vzdálenost.

## Život
Narodil se v Okotově u Borovska v Ruském impériu do šlechtické rodiny jako jedno z devíti dětí, nicméně už v roce 1832 se celá rodina přestěhovala do Moskvy, aby mohli nejstarší synové studovat.